# Gefallene Engel (Film)
Gefallene Engel (Originaltitel: Fallen: The Beginning) ist ein US-amerikanischer Fantasyfilm aus dem Jahr 2006 von Regisseur Mikael Salomon. Die Produktion bildet den Auftakt einer Filmreihe, die 2007 mit Gefallene Engel 2 eine Fortsetzung fand und 2008 mit Gefallene Engel 3 weitergeführt wurde. Die Film-Trilogie basiert auf einer Buchreihe von Thomas E. Sniegoski. Der Film startete am 9. Oktober 2007 in einigen wenigen deutschen Kinos.

## Handlung
Der Jugendliche Aaron Corbett ist ein Waisenkind und seit drei Jahren der Adoptivsohn von Lori und Tom Corbett, welcher selber ein Heimkind war. Er versteht sich sehr gut mit seinen Adoptiveltern und hat als einziger einen sehr engen Zugang zu seinem jüngeren behinderten Adoptivbruder, der nicht spricht.
Szenenwechsel: In Japan wird ein Mann von den Mächtigen gejagt und ermordet. Die Mächtigen sind Engel, welche die Erde rein halten wollen und deshalb alle gefallenen Engel töten und ihre Nachfahren, die Nephilim, ermorden. Sie töten aber auch Menschen, wenn sie glauben, dass diese Kontakt zu den Gefallenen hatten.
Aaron geht derweil zur Highschool.
Er macht an seinem 18. Geburtstag eine erstaunliche Entdeckung: Er ist nicht nur im Besitz von übernatürlichen Fähigkeiten, er kann sich auch in verschiedenen Sprachen artikulieren. Er vertraut sich seinem Psychologen Dr. Michael Jonas an, der dies kaum fassen kann.
Von einem Obdachlosen namens Zeke, welcher ein gefallener Engel ist, erfährt er, dass er ein „Nephilim“ ist, halb Mensch und halb Engel.
Aaron verliebt sich in Vilma Rodriguez, die an Engel glaubt. Durch sie erfährt er auch so manche Sachen über die Existenz von Engeln. Auch sie verliebt sich in ihn und ahnt, dass er ein Engel ist.
Als der Engel Verchiel von der Existenz von Aaron erfährt, setzt sie alle Hebel in Bewegung, um ihn zu vernichten, doch Aaron entkommt.

## Kritik
„Abwechslungs- und einfallsreiche Verfilmung einer Fantasy-Buchreihe mit soliden Effekten.“